# Khinkali
A khinkali (ხინკალი) népszerű grúz étel: tésztabatyuba burkolt, fűszeres darált hús. Az ország egyik nemzeti ételének tekintik. A töltött gombóc eredetileg a grúz magas hegyekből származik, a tölteléke bárány- és kecskehús keveréke volt.
Csavart tésztából készül, hússal és fűszerekkel töltve. Kétféle húsos változata van a kalakuri (petrezselymes, korianderes) és a khevsuruli (zöldfűszerek nélkül), de létezik sajttal vagy krumplival töltött khinkali is. A pierogihoz  vagy raviolihoz hasonlító töltött tésztabatyut előételként fogyasztják.

## Elkészítése
A tésztát lisztből, tojásból, meleg vízből gyúrják csipet sóval. Golyóvá formálják, majd kettéosztják. Kör alakú formákat szaggatnak, melyeket egyesével tovább nyújtanak. A töltelék darált hús, melyet hagymával, fokhagymával, őrölt köménnyel, koriandermaggal, felaprított zöld korianderrel és sóval összekevernek, vizet adagolnak hozzá. A kinyújtott lepénykék közepére kerül egy evőkanálnyi töltelék, és a széléről indulva összehajtogatják a tészta szélét. A „harmonikaformáknál” 19 redőt tartanak ideálisnak. Az így elkészült gombócokat forrásban lévő sós vízbe teszik és kifőzik. Melegen tálalják. A batyukat a csonkjuknál fogva szokás megragadni, majd jelentős mennyiségű fekete borssal megszórni. Történelmi származási helyén csak forrón fogyasztják és csakis kézzel, kés és villa nem szükséges hozzá. Ha evőeszközt használnának, a húslé kifolyna és a lapostányéron maradna.

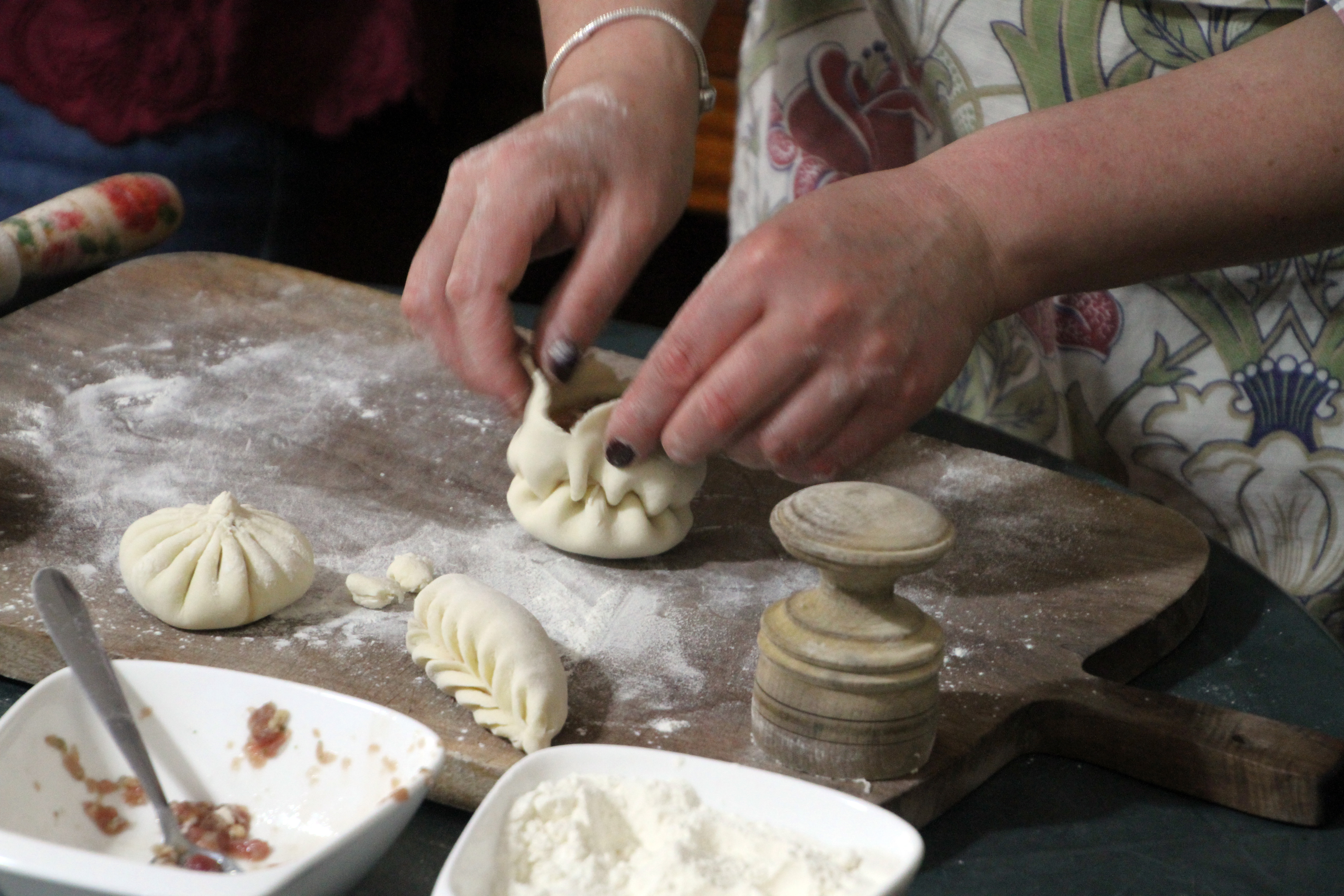
A khinkali formázása
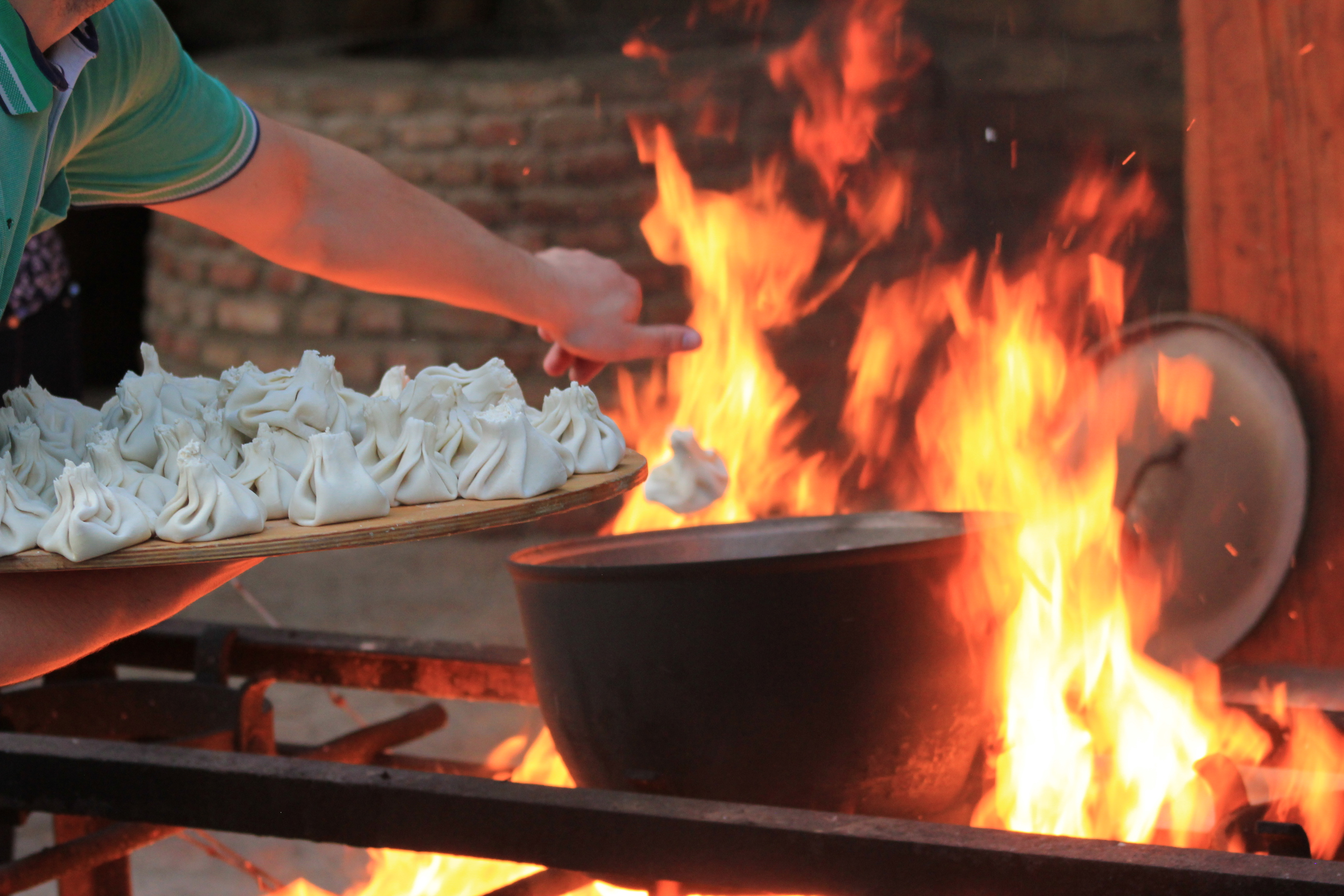
A töltött gombócok főzése
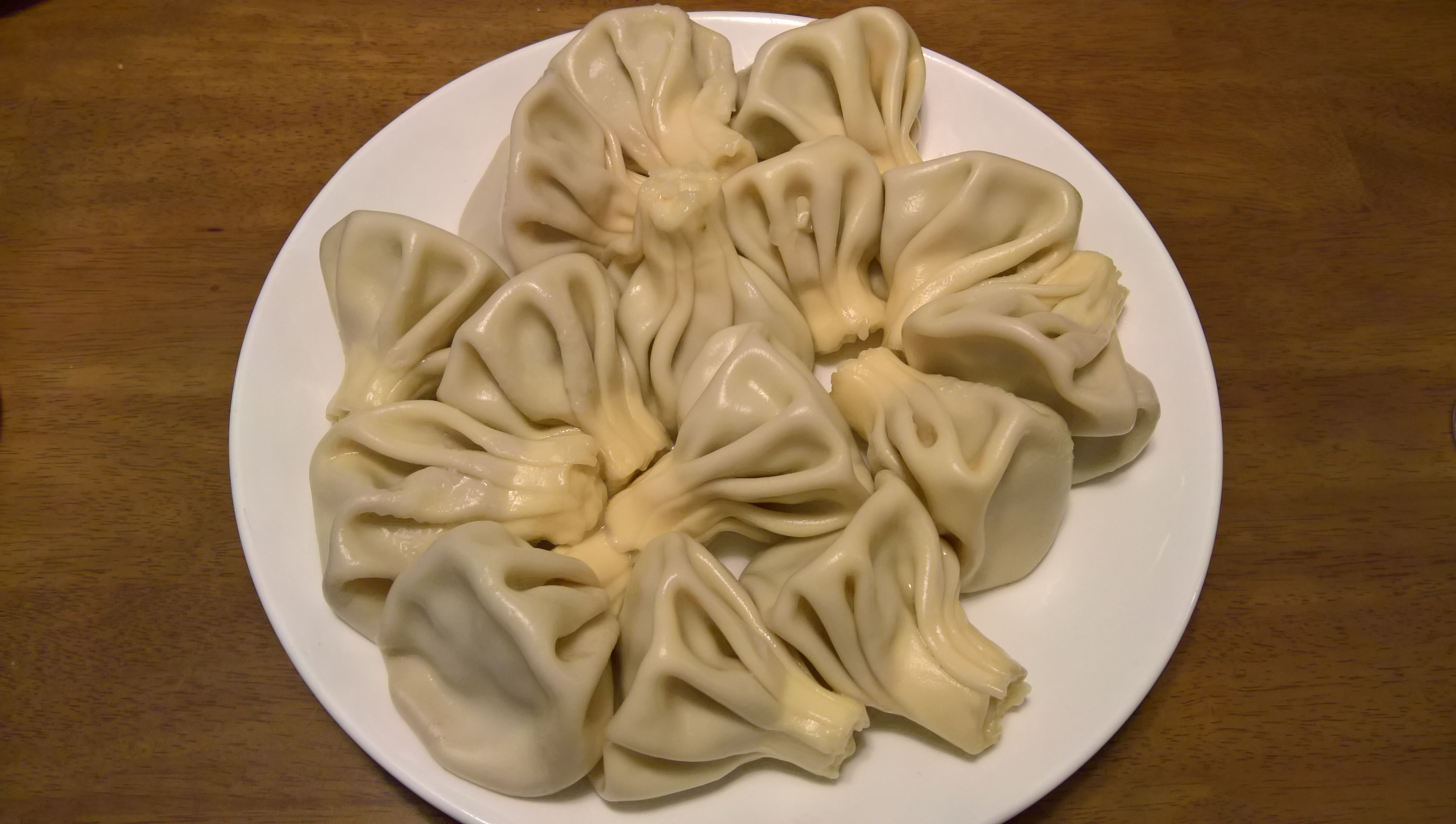
Egy tál töltött húsos grúz gombóc

## Hasonló ételek
- manti, türk népek hasonló étele
- mandu, koreai étel
- hsziaolungpao, kínai étel